# Sardari Berd
Sardari Berd (en armeni:Սարդարի Բերդ, nom que alhora deriva del llenguatge pèrsicسردار un títol que s'utilitza per als líders polítics o militars i que significa «cap» i de Berd (en armeni  Բերդ) que significa «fortalesa». La fortalesa es troba a la dreta abans del cementiri de la localitat de Hoktember a la província de Armavir d'Armènia. En realitat s'associa històricament amb la ciutat de Armavir, que era coneguda abans de 1932 com Sardarabab o Sardarapat.

## Història
La fortalesa va ser construïda entre els anys de 1807 i 1828, durant el govern de Sardar Hosein Qoli Kan, l'últim governant del Kanat d'Erevan. Va ser construïda amb pedres extretes de les ruïnes de l'antiga ciutat de Armavir, algunes de les quals conserven encara les petjades d'inscripcions cuneïformes del regne de Urartu. La fortalesa va ser utilitzada com un centre administratiu per al districte de Sardarapat i també com la residència d'estiu del Kan de Erevá).

Sardari Berd va ser presa el 1828 pels russos, sota el comandament del general Iván Paskévich durant la guerra ruso-persa (1826-1828), malgrat la forta defensa presentada per Hasan Khan Kajar, germà de Sardar Khan Hosein. Sobre Paskévich en un resum de l'Oficina de Guerra, es va escriure el següent passatge:
| « | Sardarabad, un gran poble fortificat alimentat per un canal de l'Arax, va ser presa, i l'estoc que es trobaven en ella va col·locar a Paskevich en condicions de començar el setge d'Erevan. | » |

La regió va passar formalment de la sobirania persa a la russa després del Tractat de Turkmenchay el 1828. Armavir es va convertir en el uyezd Serdarabad de l'Óblast d'Armènia, que alhora es va convertir en la gubérniya d'Eriván en 1840. Aquesta situació es va prolongar fins a la revolució de febrer de 1917. De la fortalesa gairebé no en queda res. La major part va ser desmantellada per construir l'Armènia soviètica.